# 993
Năm 993 là một năm trong lịch Julius.